# География на Кирибати
Кирибати е държава в централната част на Тихия океан, разположена между 11°26′ ю.ш. и 4°41′ с.ш. и между 169°32′ и.д. и 150°13′ з.д., като включва три групи острови – Джилбърт, Феникс и Лайн и разположения далеч на запад остров Оушън. Общата площ на всички острови е 811 km² (172-ро място в света). Населението на страната към 1 януари 2021 г. е 121 400 души. Столица е град Южна Тарауа.

## Географско положение, острови
Държавата Кирибати е разположена на 30 коралови острова. Всички те, с изключение на остров Оушън (местно название Банаба), образуват три островни групи, заемащи около 5 млн. km² от площта на океана. От най-западния остров на страната – Оушън до най-източния – атола Каролайн разстоянието е 3870 km, а от най-северния – остров Тераина (Вашингтон) до най-южния – Флинт е 2050 km.
Най-компактна група острови представлява архипелага Джилбърт (местно название Кирибати), където е разположена столицата на страната и живее почти цялото ѝ население. В архипелага има 16 атола и острови, простиращи се като верига от югоизток на северозапад от 2°38′ ю.ш. (остров Арорае) на юг до 3°23′ с.ш. (атола Макин) на север и от 172°57′ и.д. (атола Абаянг) на запад до 176°50′ и.д. (остров Арорае) на изток. Площта на всички острови в архипелага е 279 km², като най-големия атол е Табитеуеа – 38 km².
На 400 km на запад от архипелага Джилбърт и малко на юг от Екватора се намира остров Оушън с площ 6,3 km².
Островите Феникс са разположени на значителна разстояние на изток от архипелага Джилбърт и се простират от 4°40′ю.ш. (на юг) до 2°49′ ю.ш. (на север) и от 174°31′з.д. (на запад) и 170°43′ з.д. (на изток). Тази островна група се състои от 8 острова, като 6 от тях са владение на Кирибати, а островите Кантон и Ендърбъри са владение на САЩ. Общата площ на 6-те острова на Кирибати е около 50 km².
Още много по̀ на изток се намират островите Лайн (Централни Полинезийски Споради), осем от които принадлежат на Кирибати:три в северната група – Тараина (Вашингтон), фанинг и Рождество и пет в южната – Молден, Старбак, Каролайн, Восток и Флинт. Всички те се простират от 11°26′ ю.ш. (остров Флинт) на юг до 4°41′ с.ш. (остров Тераина) на север и от 159°20′ з.д. (остров Тераина) на запад до 150°13′ з.д. (атола Каролайн) на изток. Общата площ на островите Лайн е 412 km².

### Релеф
Всичките острови на Кирибати се явяват коралови атоли, намиращи се на различен стадий на развитие. Болшинството от тях са типични кръгообразни атоли, състоящи се от отделни малки островчета, изградени от скелетите на разрушени корали и разположени по периферията на рифа. На много от атолите островчетата се намират само от към наветрената източна страна, на някои от тях веригата от островчета напълно изолира вътрешната лагуна от океана, но има и няколко острова без лагуни. Островите Джилбърт са се образували върху подводните върхове на Микронеийското издигане, а островите Феникс – върху върховете от южната част на Централната Тихоокеанска плоча. Островите Лайн са разположени на издигащите се към повърхността на океана върхове на подводни планински хребети, ограничени от изток от Централната Тихоокеанска котловина. Болшинството от островите са „ниски“, издигащи се над нивото на океана на 3 – 7 m. Само островите Рождество и Оушън представляват издигнати коралови атоли, като височината на остров Оушън достига до 87 m н.в.

### Климат, води
Климатът на страната е екваториален. Най-ниската температура е 22°С, а най-високата – 37°С. Разпределението на валежите е крайно неравномерно. В зоната на сухия климат със средногодишна сума на валежите под 800 mm се намират част от островите Феникс и почти всичките острови от групата Лайн. Почти през цялата година преобладава антициклонално време с източни ветрове и слаба облачност. В зоната на засушливия климат (годишна сума на валежите 800 – 1500 mm) се отнасят средната част от островите Джилбърт (разположени близо до Екватора) и западната част на островите Феникс (остров Гарднър и др.). Периодите с дъждове в тази зона понякога се сменят със сухи периоди, когато месечната сума на валежите достига 100 mm, но често на протежение от няколко години почни не вали дъжд. В тези сухи години количеството на валежите намалява до 75 mm годишно и населението страда от недостиг на влага. В зоната на умерено влажния климат (годишна сума на валежите 1500 – 2500 mm) се намира северната част на архипелага Джилбърт, някои от островите Лайн и остров Оушън. В тази зона отчетливо се обособяват два периода: сух през зимата и дъждовен през лятото. На остров Маракеи режимът на валежите е типичен за Южното полукълбо и максимумът на валежите е от ноември до март.
На атолите на Кирибати няма реки и потоци. Сладководните езера, достигащи до няколко километра дължина има само на островите Рождество и Вашингтон.

### Почви, растителност, животински свят
Най-разпространени са песъчливо-каменистите карбонатни почви, формирани на базата на кораловите варовици. Те съдържат много органични вещества (хумус), богати са на фосфор, но бедни на калий, азот, желязо и други микроелемнети. Почвите притежават висока водопропускливост и малка влагоемкост, поради което са постоянно сухи.
На островите на Кирибати се срещат 100 – 110 вида растения, като около 70 от тях са привнесени от европейците. На гъсто населените острови естествената растителност е почти напълно изместена от кокосовите палми и зеленчуковите градини. Храстовите и дървесните формации са представени от сцевола, турнефорция, моринда, калофилум, панданус, кокосова палма, хлебно дърво, фикуси, папая и др.
Животинският свят е извънредно беден. Плъховете са единствените представители на бозайниците, а местното население отглежда свине и домашни птици. особено много са морските птици, а водите около рифовете са богати на риба.